# Ramariopsis avellaneo-inversa
Ramariopsis avellaneo-inversa är en svampart som beskrevs av R.H. Petersen 1988. Ramariopsis avellaneo-inversa ingår i släktet Ramariopsis och familjen fingersvampar.    Inga underarter finns listade i Catalogue of Life.